# Michel Coiffard
Michel Joseph Callixte Marie Coiffard (Nantes, 16 luglio 1893 – Bergnicourt, 28 ottobre 1918) è stato un militare e aviatore francese, asso dell'aviazione nel corso della prima guerra mondiale con 34 vittorie, tra cui 24 palloni da osservazione e 10 aerei.

## Biografia
Nacque a Nantes il 16 luglio 1892, figlio di Jean, che lavorava nelle ferrovie, e di Mary Josephine Teresa de Laurent. Suo padre non andò neanche all'anagrafe dichiarare il figlio, e sua madre, una governante, si risposò e si stabilì a Parigi dove il egli crebbe con un fratellastro e una sorellastra nati dopo di lui. Divenuto apprendista calderaio,  decise di arruolarsi nell'Armée de terre il 16 novembre 1910,  prima di aver terminato il servizio militare, assegnato come soldato semplice nel 35º Reggimento d'artiglieria.
Completò l'addestramento militare in Francia e da subito ebbe difficoltà disciplinari che gli valsero diversi giorni di arresto e persino di prigione. Nel luglio 1911 fu trasferito al 5º Gruppo autonomo d'artiglieria d'Africa in Tunisia, e poi trasferito al 4º Gruppo del Marocco continuando ad avere problemi disciplinari. Quando nel maggio 1912 i ribelli attaccarono la città di Fez, dove era di stanza, combatte con grande coraggio e nel dicembre 1912 fu promosso soldato semplice di prima classe, e poi nominato brigadiere nel novembre 1913.
Quando venne dichiarata la guerra alla Germania fu rapidamente trasferito in Francia al 13º Reggimento d'artiglieria a Vincennes, dove fu promosso maréchal des logis nelle prime settimane di guerra. Nel 1915 si distinse particolarmente in combattimento, venendo insignito della Médaille militaire, e nel 1916 fu trasferito in fanteria, assegnato al 13º Battaglione cacciatori a piedi, considerata una unità di élite. Nel mese di agosto rimase gravemente ferito nel corso della battaglia della Somme, cosa che lo rese inadatto a combattere in fanteria. Chiese quindi il trasferimento all'Aéronautique Militaire, e dopo la fine della convalescenza andò alla Scuola di pilotaggio nel gennaio 1917, uscendone con il brevetto di pilota nel mese di giugno, assegnato alla Escadrille N 154 dotata dei caccia Nieuport 24. Mentre la sua squadriglia, integrata nella Divisione Aerea, venne riequipaggiata con gli SPAD S.XIII e rinominata SPA 154, fu promosso sottotenente nel settembre 1917 e nominato Cavaliere della Legion d'onore nel febbraio 1918, quando aveva all'attivo tre vittorie aeree.
L'inizio dell'offensiva tedesca della primavera del 1918 e la caccia ai Drachen, i palloni da osservazione tedeschi, gli diedero l'opportunità di diventare asso dell'aviazione. Il suo comandante di squadriglia, capitano Auguste Lahoulle, volle che i piloti dello SPA 154 considerassero i palloni da osservazione bersagli primari. I Drachen costituivano un bersaglio statico, ma anche molto pericoloso da raggiungere, perché sono sempre protetti da forte contraerea o addirittura da caccia stazionati ad alta quota. Abbatté il suo primo Drachen il 30 giugno 1918 (sua quarta vittoria), poi altri 5 più un aereo nelle due settimane successive, portando il suo punteggio a 9 il giorno prima dell'ultimo attacco tedesco del 15 luglio 1918. Tra il 15 luglio e il 6 agosto distrusse 11 palloni da osservazione de due aerei, molti dei quali in collaborazione con il maresciallo Jacques Ehrlich. Il 1 settembre aveva raggiunto le 25 vittorie, salite a 32 in ottobre. il 15 settembre, lui e il suo gregario abbatterono tre palloni di osservazione in sei minuti. Non vide l'armistizio di Compiègne e la fine delle ostilità: il 28 ottobre 1918, volando alla testa di una pattuglia di 11 aerei, avvistò un gruppo di 5 Fokker D.VII e andò all'attacco. Solo un compagno di squadriglia lo seguì. Dopo aver abbattuto un Fokker, rimase gravemente ferito da due proiettili; uno lo colpì alla coscia e l'altro gli trafisse la schiena perforandogli un polmone. Nonostante la ferita, volò per 12 chilometri effettuando un atterraggio dietro le linee amiche, ma morì tre ore dopo mentre riceveva una trasfusione di sangue in un'ambulanza che lo trasportava a Bergnicourt.
Aveva all'attivo 34 vittorie aeree di cui 24 Drachen, la maggior parte ottenute in appena tre mesi. In quello stesso giorno gli fu conferita la Croce di Ufficiale della Legion d'onore. La salma fu inumata nel Cimitero nazionale di Sommepy-Tahure (Marna), tomba no. 1027.